# Piratuba
Piratuba is een gemeente in de Braziliaanse deelstaat Santa Catarina. De gemeente telt 4.446 inwoners (schatting 2009).

## Geografie
De gemeente grenst aan Alto Bela Vista, Capinzal, Ipira, Machadinho (RS), Marcelino Ramos (RS) en Maximiliano de Almeida (RS).

## Toerisme

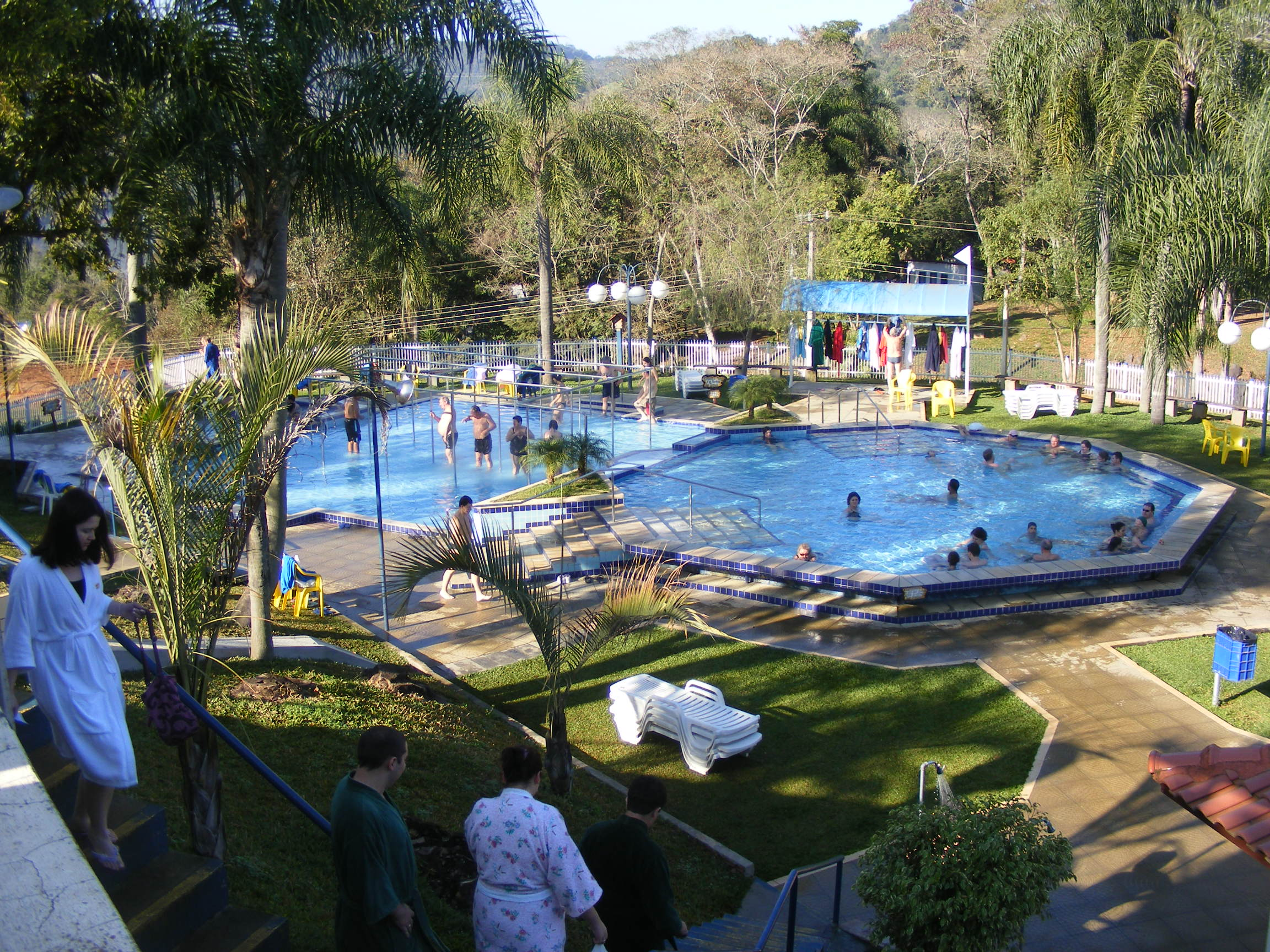
Thermaalbad

In Piratuba is een thermaalbad.